# 박형선
박형선(1974년 3월 11일 ~ )은 대한민국의 배우이다.

## 이력
1993년 연극배우로 첫 데뷔하였고 1997년에 MBC 26기 공채 탤런트로 정식 데뷔하였다.

## 연기 활동

### 영화
- 2007년 《오래된 정원》 ... 현우 동생 처 역
- 2002년 《런 투 유》 ... 바텐더 역
- 2001년 《나도 아내가 있었으면 좋겠다》 ... 봉수 엄마 역

### 텔레비전 드라마
- 2005년 MBC 《제5공화국》 ... 6부 연희동 비밀 요정 민마담
- 2005년 KBS2 《마법전사 미르가온》 ... 백장미 역
- 2003년 MBC 《대장금》 ... 제주목 관비 역
- 2003년 SBS 《왕의 여자》
- 2003년 SBS 《천년지애》 ... 휴대폰회사 여직원 역
- 2002년 KBS2 《매직키드 마수리》 ... 백장미 역
- 2002년 KBS2 《골목안 사람들》
- 2002년 MBC 《황금마차》
- 2002년 EBS1 《TV로 보는 원작동화 - 양파의 왕따일기》 ... 담임 역
- 2002년 MBC 《내 이름은 공주》
- 2002년 MBC 《그 햇살이 나에게》
- 2002년 MBC 《연인들》
- 2001년 MBC 《우리집》
- 2001년 MBC 《결혼의 법칙》
- 2000년 MBC 《엄마야 누나야》
- 2000년 KBS2 《내일은 맑음》
- 2000년 MBC 《세 친구》 ... 정웅인의 스토커 박형선 역
- 2000년 MBC 《사랑은 아무나 하나》
- 2000년 MBC 《이브의 모든 것》
- 2000년 MBC 《나쁜 친구들》
- 1999년 MBC 《날마다 행복해》
- 1999년 MBC 《남의 속도 모르고》
- 1999년 KBS  《만남》
- 1999년 MBC 《아름다운 선택》
- 1999년 MBC 《왕초》
- 1999년 MBC 《국희》
- 1999년 MBC 《우리가 정말 사랑했을까》
- 1998년 MBC 《해바라기》
- 1998년 MBC 《사랑과 성공》
- 1998년 MBC 《추억》
- 1998년 MBC 《대왕의 길》
- 1998년 MBC 《남자 셋 여자 셋》
- 1998년 MBC 《사랑》
- 1998년 MBC 《맏이》
- 1997년 MBC 《그대 그리고 나》
- 1997년 MBC 《방울이》

### 연극
- 연애방정식
- 헤더웨이 집의 유령
- 셰익스피어식 사랑 메소드
- 숨은그림찾기

### 뮤지컬
- 2004년 매직키드 마수리[깨진 링크(과거 내용 찾기)]

## 연기 활동

### 텔레비전 프로그램
- 2001년 경인방송 최양락의 코미디 쇼
- 2000년 MBC 《코미디 닷컴》
- 1999년 iTV 《김형곤쇼》

### CF
- (주)한국존슨앤드존슨
- 샘표 보리차
- 청정원[1]

## 수상 내역
- 1997년 MBC 신인탤런트 선발대회 동상, 청정원상